# Liste der Naturdenkmale in Haigerloch
| Naturdenkmale | Anzahl |
| ------------- | ------ |
| FND           | 7      |
| END           | 18     |
| Gesamt        | 25     |

Die Liste der Naturdenkmale in Haigerloch nennt die verordneten Naturdenkmale (ND) der im baden-württembergischen Zollernalbkreis liegenden Stadt Haigerloch. In Haigerloch gibt es insgesamt 25 als Naturdenkmal geschützte Objekte, davon 7 flächenhafte Naturdenkmale (FND) und 18 Einzelgebilde-Naturdenkmale (END).
Stand: 29. Juli 2024.

## Flächenhafte Naturdenkmale (FND)
| Name                        | Bild | Kennung     | Einzelheiten | Position | Fläche Hektar | Datum         |
| --------------------------- | ---- | ----------- | ------------ | -------- | ------------- | ------------- |
| Gemeindewiesen              |      | 84170250028 | Haigerloch   | ⊙        | 3,0           | 3. Juni 1996  |
| Heilige Grub                |      | 84170250004 | Haigerloch   | ⊙        | 1,7           | 20. Juni 1989 |
| Kirchwiesen (2 Teilgebiete) | BW   | 84170250025 | Haigerloch   | ⊙        | 5,0           | 12. Okt. 1995 |
| Mittlere Wiesen             | BW   | 84170250007 | Haigerloch   | ⊙        | 4,0           | 19. Dez. 1990 |
| Salenwiesen                 | BW   | 84170250027 | Haigerloch   | ⊙        | 1,9           | 3. Mai 1996   |
| Seewiesen                   | BW   | 84170250008 | Haigerloch   | ⊙        | 4,1           | 19. Dez. 1990 |
| Sulzbach                    | BW   | 84170250026 | Haigerloch   | ⊙        | 1,7           | 20. Dez. 1995 |
| Legende für Naturdenkmal    |      |             |              |          |               |               |

## Einzelgebilde (END)
| Name                                 | Bild | Kennung     | Einzelheiten                                           | Position | Fläche Hektar | Datum         |
| ------------------------------------ | ---- | ----------- | ------------------------------------------------------ | -------- | ------------- | ------------- |
| Efeu am Felshang und Eyachufer       | BW   | 84170250112 | Haigerloch                                             | ⊙        | 0,0           | 12. Jan. 1962 |
| Fichtenvierling                      | BW   | 84170250219 | Haigerloch Nicht mehr in der LUBW-Datenbank vorhanden. | ⊙        | 0,0           | 28. Apr. 1995 |
| 1 Eiche „Auwaldeiche“                |      | 84170250107 | Haigerloch                                             | ⊙        | 0,0           | 22. März 1935 |
| 1 Eiche beim Salenwäldleskreuz       | BW   | 84170250114 | Haigerloch                                             | ⊙        | 0,0           | 12. Jan. 1962 |
| 1 Eiche beim Salzwerk Stetten        | BW   | 84170250113 | Haigerloch Nicht mehr in der LUBW-Datenbank vorhanden. | ⊙        | 0,0           | 12. Jan. 1962 |
| 1 Eiche gegenüber der Hausertaleiche |      | 84170250096 | Haigerloch                                             | ⊙        | 0,0           | 12. Jan. 1962 |
| 1 Eiche „Hausertaleiche“             |      | 84170250094 | Haigerloch                                             | ⊙        | 0,0           | 12. Jan. 1962 |
| 1 Eiche                              | BW   | 84170250093 | Haigerloch                                             | ⊙        | 0,0           | 12. Jan. 1962 |
| 1 Fichte „Kapftanne“                 | BW   | 84170250108 | Haigerloch                                             | ⊙        | 0,0           | 12. Jan. 1962 |
| 1 Fichte                             | BW   | 84170250092 | Haigerloch Nicht mehr in der LUBW-Datenbank vorhanden. | ⊙        | 0,0           | 12. Jan. 1962 |
| 1 Kiefer                             |      | 84170250105 | Haigerloch                                             | ⊙        | 0,0           | 22. März 1935 |
| 1 Linde bei der Kreuzkapelle         |      | 84170250098 | Haigerloch Nicht mehr in der LUBW-Datenbank vorhanden. | ⊙        | 0,0           | 12. Jan. 1962 |
| 1 Linde mit Feldkreuz                | BW   | 84170250104 | Haigerloch Nicht mehr in der LUBW-Datenbank vorhanden. | ⊙        | 0,0           | 12. Jan. 1962 |
| 1 Linde, 1 Bergahorn                 | BW   | 84170250116 | Haigerloch                                             | ⊙        | 0,0           | 12. Jan. 1962 |
| 1 Linde, 1 Esche                     |      | 84170250106 | Haigerloch                                             | ⊙        | 0,0           | 12. Jan. 1962 |
| 1 Linde                              | BW   | 84170250102 | Haigerloch                                             | ⊙        | 0,0           | 22. März 1935 |
| 1 Robinie am Kriegerdenkmal          | BW   | 84170250306 | Haigerloch                                             | ⊙        | 0,0           | 15. Feb. 2000 |
| 2 Linden am Friedhofseingang         |      | 84170250110 | Haigerloch                                             | ⊙        | 0,0           | 12. Jan. 1962 |
| 2 Linden mit Gedenkstein             |      | 84170250217 | Haigerloch                                             | ⊙        | 0,0           | 28. Apr. 1995 |
| 2 Linden mit Holzkreuz               | BW   | 84170250216 | Haigerloch                                             | ⊙        | 0,0           | 28. Apr. 1995 |
| 2 Linden mit Steinkreuz              |      | 84170250215 | Haigerloch                                             | ⊙        | 0,0           | 28. Apr. 1995 |
| 3 Linden am Friedhof                 | BW   | 84170250118 | Haigerloch                                             | ⊙        | 0,0           | 12. Jan. 1962 |
| 4 Linden im Karlstal                 | BW   | 84170250101 | Haigerloch                                             | ⊙        | 0,0           | 22. März 1935 |
| Legende für Naturdenkmal             |      |             |                                                        |          |               |               |